# Mycetophila yaganesi
Mycetophila yaganesi är en tvåvingeart som beskrevs av Duret 1980. Mycetophila yaganesi ingår i släktet Mycetophila och familjen svampmyggor. Inga underarter finns listade i Catalogue of Life.